# Compagnia cinese di scienza e tecnologia aerospaziali
La Compagnia cinese di scienza e tecnologia aerospaziali, in cinese  (abbreviata CASC, dall’inglese China Aerospace Science and Technology Corporation), è la principale impresa statale per il programma spaziale cinese.
Ha una serie di entità subordinate che progettano, sviluppano e producono una serie di veicoli spaziali, veicoli di lancio, sistemi missilistici tattici e strategici e dispositivi di terra.
Fu fondata nel luglio 1999 come parte del governo cinese, prima faceva parte della ex Azienda aerospaziale della Cina.
La CASC fornisce servizi commerciali per il lancio per il mercato internazionale ed è una delle organizzazioni più avanzate nello sviluppo e dispiegamento di tecnologia per propellenti ad alta energia, razzi ausiliari distaccabili e vettori per il lancio multiplo di satelliti.
L'azienda ha registrato un capitale di 1,1 miliardi di dollari statunitensi e ha 110.000 impiegati.

## Entità subordinate

### Ricerca e sviluppo
- Accademia cinese di tecnica dei lanciatori (CALT)
- Accademia cinese di tecnologia spaziale (CAST)
- Academy of Aerospace solid Propulsion Technology (AASPT)
- Academy of Aerospace Liquid Propulsion Technology (AALPT)
- Sichuan Academy of Aerospace Technology (SAAT)
- Shanghai Academy of Space Flight Technology (SAST)
- China Academy of Aerospace Electronics Technology (CAAET)
- China Academy of Aerospace Aerodynamics (CAAA)

### Aziende specializzate
- China Satellite Communications Corporation[1]
- China Great Wall Industry Corporation (CGWIC)[2]
- China Aerospace Engineering Consultation Center
- China Centre for Resources Satellite Data and Application
- Aerospace Science & Technology France Co, Ltd.
- Aerospace Capital Holding Co, Ltd.
- China Aerospace Times Electronics Corporation
- China Aerospace International Holdings, Ltd. (中國航天國際控股有限公司)
- Beijing Shenzhou Aerospace Software Technology Co, Ltd.
- Shenzhen Academy of Aerospace Technology
- Aerospace Long-March International Trade Co, Ltd.

### Unità direttamente subordinate
- China Astronautics Standards Institute
- China Astronautics Publishing House
- Space Archives
- Aerospace Communication Center
- China Space News
- Chinese Society of Astronautics
- Aerospace Talent Development & Exchange Center
- Aerospace Printing Office